# Virágos
Virágos ist ein Ortsteil der ungarischen Stadt Villány, die im Kreis Siklós im Komitat Baranya liegt. Virágos befindet sich eineinhalb Kilometer nordöstlich des Zentrums von Villány, getrennt durch den Fluss Karasica. Im Jahr 2011 gab es in Virágos 68 Häuser und 216 Einwohner. Nachbargemeinden sind Pócsa, Márok und Magyarbóly.

## Geschichte
Im Jahr 1913 gab es in der damals eigenständigen Kleingemeinde 77 Häuser und 430 Einwohner auf einer Fläche von 1249 Katastraljochen. Sie gehörte zu dieser Zeit zum Bezirk Baranyavár im Komitat Baranya. 1950 wurde Virágos eingemeindet und ist seitdem ein Teil von Villány.

## Sehenswürdigkeiten
- Römisch-katholische Kirche Szent Imre, erbaut 1755 im spätbarocken Stil
- Szent-Rókus-Statue
- Traditionelle Weinkeller

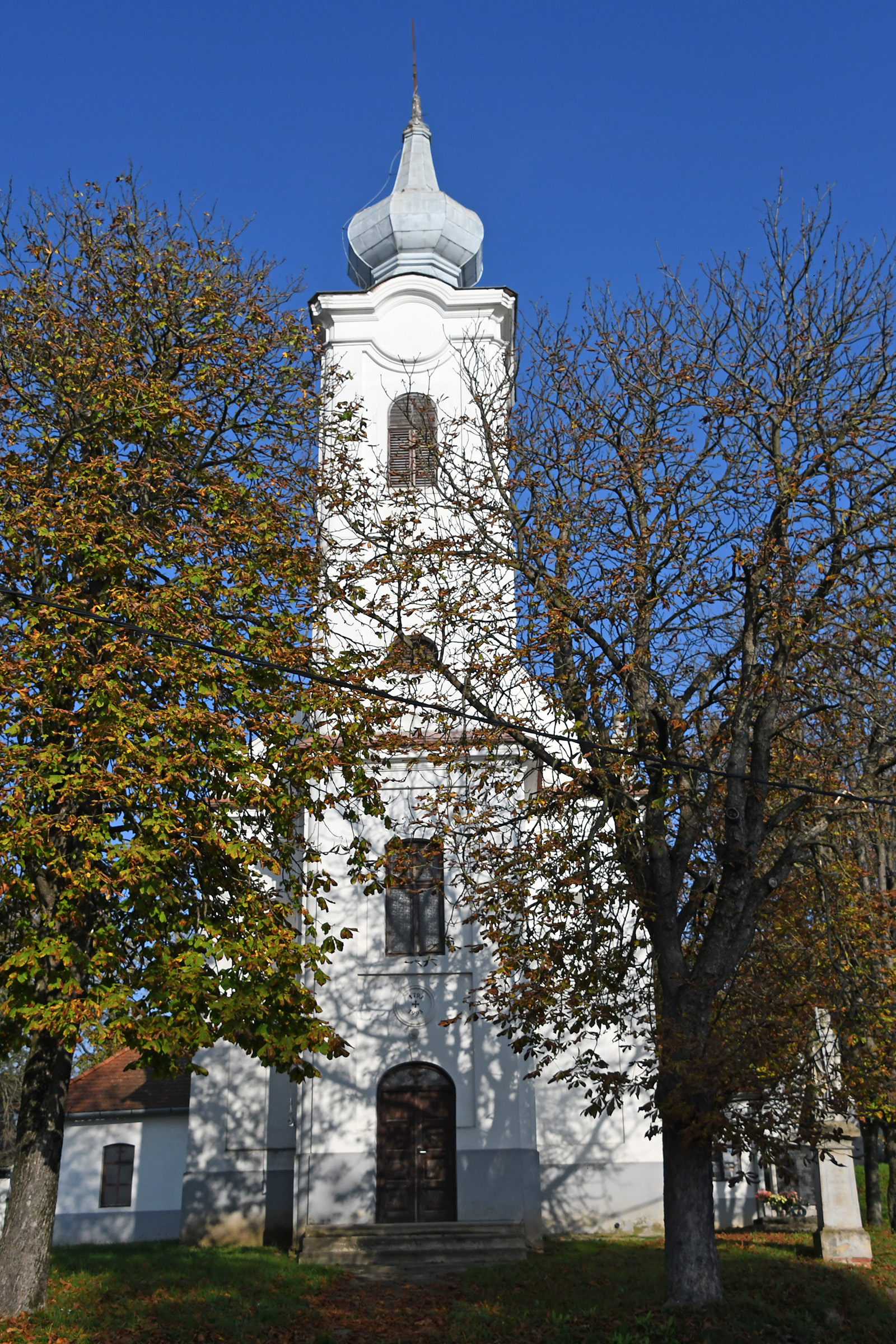
Römisch-katholische Kirche Szent Imre
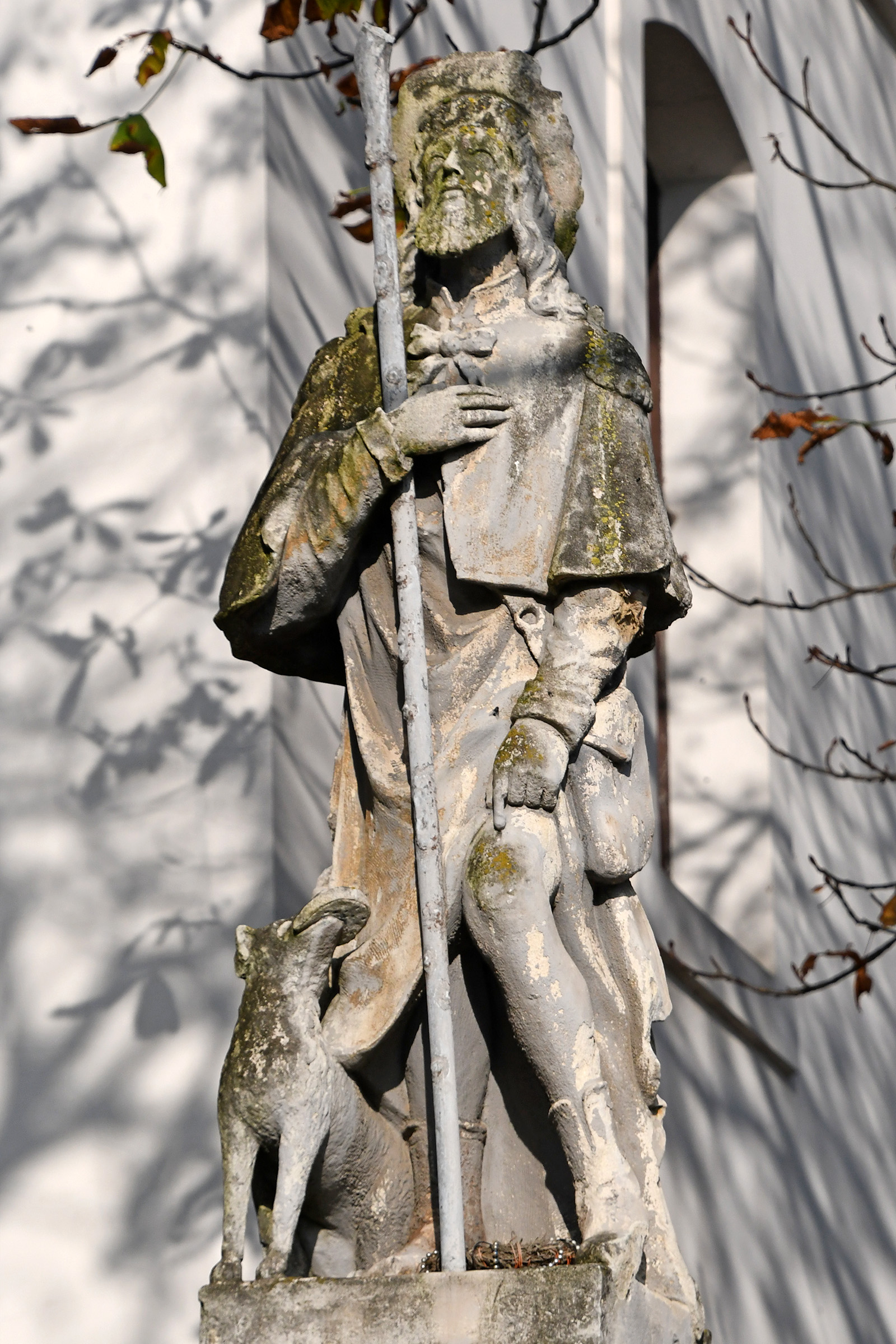
Szent-Rókus-Statue
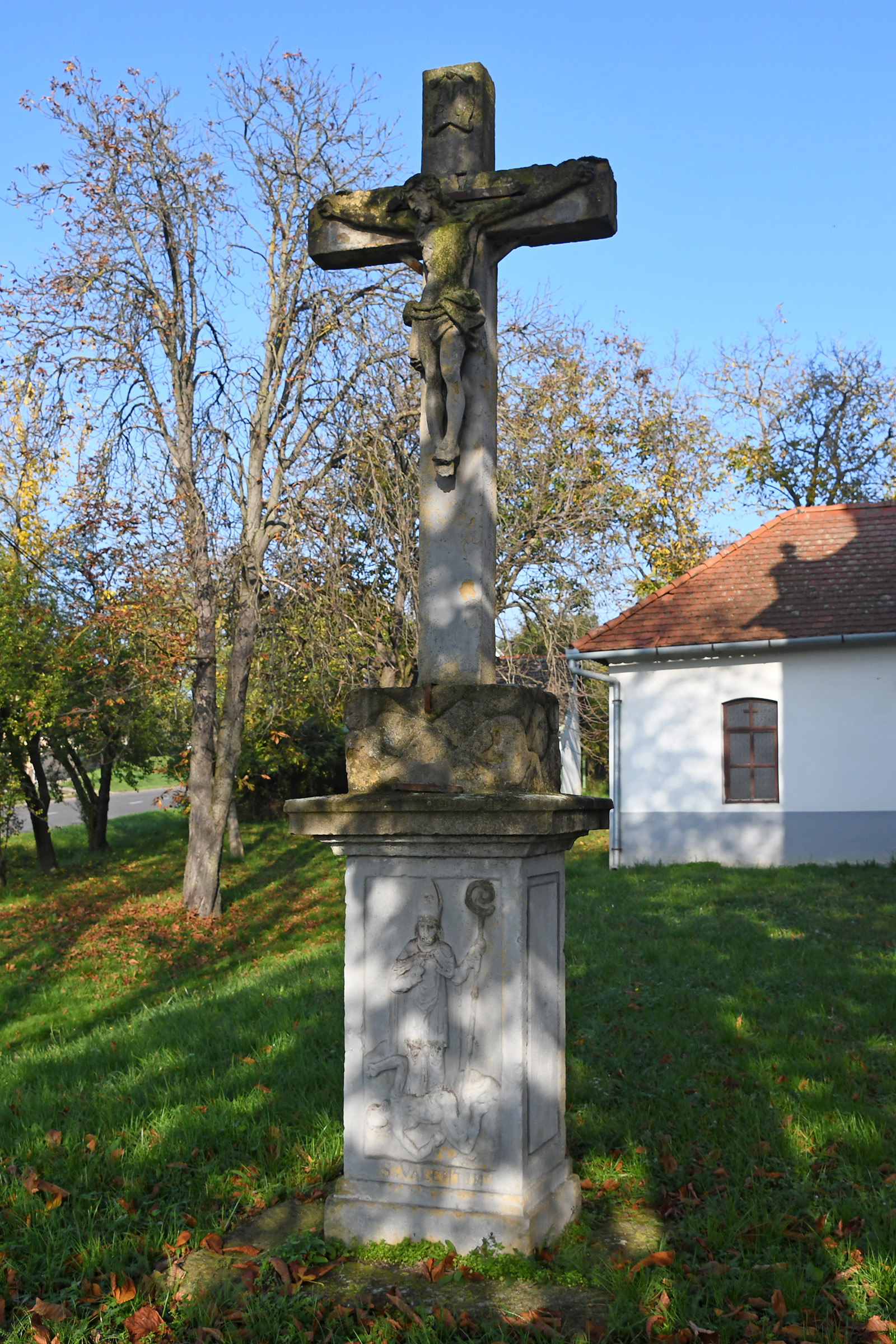
Kruzifix im Kirchgarten

## Verkehr
Durch Virágos verläuft die Landstraße Nr. 5705, von der die Landstraße Nr. 5702 in südliche Richtung abzweigt. Es bestehen Busverbindungen in die Innenstadt von Villány, nach Illocska, Mohács und über Siklós nach Harkány. Der nächstgelegene Bahnhof befindet sich in Villány.